# ロイド・ベーコン
ロイド・ベーコン（Lloyd Bacon, 1889年1月16日 - 1955年11月15日）は、アメリカ合衆国の俳優、映画監督。
映画俳優としてチャールズ・チャップリンの映画に数多く出演し、その後マック・セネットが製作をつとめた映画や、ロイド・ハミルトン主演のコメディ映画で監督をつとめた。監督としてはコメディ映画やミュージカル映画を中心に、西部劇、犯罪映画、戦争映画など多様なジャンルの作品の監督をつとめ、1934年にはミュージカル映画『四十二番街』が、第6回アカデミー賞の作品賞と録音賞にノミネートされた。

## フィルモグラフィ
- 『アルコール先生公園の巻』 - In the Park （1915年、出演）
- 『チャップリンの駈落』 - A Jitney Elopement （1915年、出演）
- 『チャップリンの失恋』 - The Tramp （1915年、出演）
- 『チャップリンの掃除番』 - The Bank （1915年、出演）
- 『チャップリンの拳闘』 - The Champion （1915年、出演）
- 『チャップリンの替玉』 - The Floorwalker （1916年、出演）
- 『チャップリンの消防夫』 - The Fireman （1916年、出演）
- 『チャップリンの放浪者』 - The Vagabond （1916年、出演）
- 『チャップリンの舞台裏』 - Behind the Screen （1916年、出演）
- 『チャップリンのスケート』 - The Rink （1916年、出演）
- 『チャップリンの勇敢』 - Easy Street （1917年、出演）
- 『開拓者』 - Wagon Tracks （1919年、出演）
- 『鉄蹄の跡』 - Vagabond Luck （1919年、出演）
- 『反目の血』 - The Feud （1919年、出演）
- 『ケンタッキーの大佐』 - The Kentucky Colonel （1920年、出演）
- 『雨中の娘』 - The Girl in the Rain （1920年、出演）
- 『破られし門』 - The Broken Gate （1920年、出演）
- 『黒煙蒙々』 - Smudge （1922年、出演）
- 『映画の都に出でて』 - Broken Hearts of Hollywood （1926年、監督）
- 『珍雄凱旋』 - Private Izzy Murphy （1926年、監督）
- 『間諜』 - The Heart of Maryland  （1927年、監督）
- 『輝く鉄腕』 - Brass Knuckles （1927年、監督）
- 『指紋名探偵』 - Finger Prints （1927年、監督）
- 『地熱』 - White Flannels （1927年、監督）
- 『満腹狂想曲』 - A Sailor's Sweetheart （1927年、監督）
- 『シンギング・フール』 - The Singing Fool （1928年、監督）
- 『評判女候補者』 - Women They Talk About （1928年、監督）
- 『犠牲』 - No Defense （1929年、監督）
- 『子守歌』 - Say It with Songs （1929年、監督）
- 『母なれば』 - Honky Tonk （1929年、監督）
- 『オフィスワイフ』 - The Office Wife （1930年、監督）
- 『海の巨人』 - Moby Dick （1930年、監督）
- 『久遠の人生』 - The Other Tomorrow （1930年、監督）
- 『天才の妻』 - A Notorious Affair （1930年、監督）
- 『四十八手の裏表』 - Sit Tight （1931年、監督）
- 『ブラウンの野球虎の巻』 - Fireman, Save My Child （1932年、監督）
- 『ブレナー博士』 - Alias the Doctor （1932年、監督）
- 『海底マラソン』 - You Said a Mouthful （1932年、監督）
- 『女探偵長』 - Miss Pinkerton （1932年、監督）
- 『フットライト・パレード』 - Footlight Parade  （1933年、監督）
- 『ブラウンの爆裂珍艦隊』 - Son of a Sailor （1933年、監督）
- 『四十二番街』 - 42nd Street （1933年、監督）
- 『女性二重奏』 - Mary Stevens, M.D. （1933年、監督）
- 『駄々っ子キャグニイ』 - Picture Snatcher （1933年、監督）
- 『彼女の男』 - He Was Her Man （1934年、監督）
- 『これがアメリカ艦隊』 - Here Comes the Navy （1934年、監督）
- 『ブラウンの爆笑大勝利』 - 6 Day Bike Rider （1934年、監督）
- 『ワンダー・バー』 - Wonder Bar （1934年、監督）
- 『カリアンテ』 - In Caliente （1935年、監督）
- 『シスコ・キッド』 - Frisco Kid （1935年、監督）
- 『頑張れキャグニー』 - The Irish in Us （1935年、監督）
- 『太平洋攻防戦』 - Devil Dogs of the Air （1935年、監督）
- 『スタアと選手』 - Cain and Mabel （1936年、監督）
- 『ブラウンの新兵さん』 - Sons o' Guns （1936年、監督）
- 『踊る三十七年』 - Gold Diggers of 1937 （1936年、監督）
- 『作家と御婦人』 - Ever Since Eve （1937年、監督）
- 『札つき女』 - Marked Woman （1937年、監督）
- 『潜水艦D1号』 - Submarine D-1 （1937年、監督）
- 『暗黒王マルコ』 - A Slight Case of Murder （1938年、監督）
- 『海の荒鷲』 - Wings of the Navy （1939年、監督）
- 『オクラホマ・キッド』 - The Oklahoma Kid （1939年、監督）
- 『帰って来たスパイ』 - Espionage Agent （1939年、監督）
- 『顔役』 - Brother Orchid （1940年、監督）
- 『前科者』 - Invisible Stripes （1940年、監督）
- 『暗闇の殺人』 - Footsteps in the Dark （1941年、監督）
- 『詐欺請負会社』 - Larceny, Inc. （1942年、監督）
- 『賭博の女王』 - Silver Queen （1942年、監督）
- 『北大西洋』 - Action in the North Atlantic （1943年、監督）
- 『旋風大尉』 - Captain Eddie （1945年、監督）
- 『ママは大学一年生』 - Mother Is a Freshman （1949年、監督）
- 『春の珍事』 - It Happens Every Spring （1949年、監督）
- 『泣き笑いアンパイヤ』 - Kill the Umpire （1950年、監督）
- 『ゴールデンガール』 - Golden Girl （1951年、監督）
- 『フロッグメン』 - The Frogmen （1951年、監督）
- 『スー族の叛乱』 - The Great Sioux Uprising （1953年、監督）
- 『フランス航路』 - The French Line （1954年、監督）
- 『セラーズ先生今日は』 - She Couldn't Say No （1954年、監督）